# Поскрёбышев, Александр Николаевич
Алекса́ндр Никола́евич Поскрёбышев (7 августа 1891, Успенское, Вятская губерния — 3 января 1965, Москва) — государственный, политический и партийный деятель СССР.
Личный помощник Иосифа Сталина (более 20 лет).
Заведующий особым сектором ЦК (Секретариат Сталина, 1928—1952). Генерал-майор.
Член РСДРП(б) с марта 1917 года.

## Биография
Александр Поскрёбышев родился в селе Успенское Слободского уезда Вятской губернии. Мать — Надежда Ефимовна. Отец — Николай Васильевич Поскрёбышев. Брат — советский лётчик Иван Поскрёбышев, сёстры — Ольга и Александра. По происхождению русский, прапрабабка — из татар-кряшен. По окончании фельдшерского училища был направлен на работу в г. Баранчу (Урал), где был избран секретарём партийной организации (РСДРП(б), 1917—1918). Впоследствии работал в политотделе Особой Туркестанской армии (1918—1919 гг). В 1919—1921 гг. — в Златоусте: председатель уездного военно-революционного комитета, затем — председатель исполкома уездного Совета рабочих и крестьянских депутатов. В 1921—1922 гг. — на партийной и советской работе в Уфе.
В 1922 году направлен в Москву, на работу в аппарате ЦК РКП(б), ВКП(б), КПСС: инструктор, заместитель управляющего делами, помощник секретаря ЦК Иосифа Сталина:
В 1923—1924 гг. — заведующий Управлением делами ЦК РКП(б). В 1924—1929 гг. — помощник генерального секретаря ЦК РКП(б) — ВКП(б). В 1927 году параллельно окончил хозяйственно-правовой факультет Московского государственного университета. С мая 1929 — заместитель заведующего Секретным отделом ЦК ВКП(б). С 22 июля 1930 — заведующий Секретным отделом ЦК ВКП(б). С 10 марта 1934 — заведующий Особым сектором ЦК ВКП(б). С августа 1935 — заведующий канцелярией Генерального секретаря ЦК ВКП(б) Иосифа Сталина.
В 1934 году — кандидат в члены ЦК ВКП(б) (XVII съезд). Основываясь на тезисах, сформулированных Сталиным, пишет тексты Конституции СССР и Краткий курс истории ВКП(б) (1938). В 1939 на XVIII (и впоследствии на XIX) съезде избран членом ЦК ВКП(б) (позже — КПСС). Депутат Верховных Советов РСФСР и СССР (первого, второго и третьего созывов). Депутат Верховного Совета БАССР 1—3-го созывов.
Во время войны 1941—1945 года работал в аппарате Сталина в Москве. Участвовал в разработках военных операций и подготовке материалов для Тегеранской, Ялтинской и Потсдамской конференций; принимал непосредственное участие в работе последних двух. В это же время Александру Поскрёбышеву было присвоено звание генерал-майора.
По свидетельству его дочери Натальи Поскрёбышевой: 

«Работал он почти сутки — часов в 5 утра он приезжал с работы, а в 10-11 утра он уезжал на работу. Про него говорили - он ходячая энциклопедия. Он давал ответ на любой вопрос, который ему задавали».
У него была феноменальная память. Он помнил все телефоны наизусть и никогда их не записывал.
Летом 1946 года контролировал выполнение постановлений по оказанию помощи пострадавшим от засухи колхозам и совхозам Черноземной полосы.
В 1947 году участвовал в работе президиума январской философской дискуссии.
С 18 октября 1952 года — член Постоянной комиссии по внешним делам при Президиуме ЦК КПСС. С декабря 1952 года — секретарь Президиума и Бюро Президиума ЦК КПСС.
До 1953 года продолжал работать со Сталиным. В течение 25 лет ему докладывалась и им отфильтровывалась практически вся информация, предназначенная для передачи Сталину, а наиболее важную информацию он докладывал сразу на заседании Политбюро (Президиума) ВКП(б) (КПСС). В 1953 году он был обвинён в потере важных государственных документов и отстранён от работы. Впоследствии сообщалось, что инцидент был инспирирован и сфабрикован Лаврентием Берией, а документы были найдены.
По своему характеру А. Н. Поскрёбышев был целеустремлённым, решительным и очень добрым человеком. На работе он был строг. Дома — милый и добрый человек. Он часто повторял: „Надо быть добрым, а не добреньким“.
Наталья Поскрёбышева.
Власик и Поскрёбышев были как две подпорки для той колоссальной деятельности, не оценённой ещё до конца, которую вёл Сталин, а они остались в тени. И с Поскрёбышевым поступили плохо, ещё хуже — с Власиком.
Артём Сергеев. «Беседы о Сталине».
По упоминанию в одной из книг сына Хрущёва Сергея, «в начале 50-х годов… Сталину пришла в голову сумасбродная мысль: будто кто-то нелегально переправляет куда-то информацию о содержании ещё неопубликованной рукописи „Экономических проблем социализма“… по обвинению в измене в тюрьму сел бессменный сталинский секретарь Поскрёбышев».
После смерти Сталина в 1953 году, на XX съезде КПСС Поскрёбышев вместе со многими другими членами КПСС был отправлен Никитой Сергеевичем Хрущёвым на пенсию.
С раннего детства до самых последних дней он дружил и общался с Александром Бакулевым.
Умер Александр Николаевич Поскрёбышев 3 января 1965 года. Похоронен на Новодевичьем кладбище.

## Карьера
Из воспоминаний секретаря Политбюро и личного секретаря Сталина Бориса Бажанова: 
В конце 1923 года вся эта история с оппозицией заканчивается. Она имеет одно маленькое забавное последствие. Так как во время партийной дискуссии большинство в ячейке ЦК было завоёвано оппозицией, встаёт вопрос о виновных. В первую голову ясна совершенная бездарность секретаря ячейки ЦК. Это — старая партийная борода, но явный болван. Каннер решает его заменить. Но такую важную вещь, как выбор нового секретаря ячейки ЦК (в ячейке почти полторы тысячи членов, — все сотрудники аппарата ЦК — коммунисты), он всё же не решается провести без санкции Мехлиса и моей. Он ставит вопрос перед нами. Мы обдумываем. Мехлис вздыхает: «Мы партия рабочих; а в ячейке ЦК — все служащие, канцеляристы и бюрократы, ни одного рабочего; а тут нужен бы по партийной ортодоксии рабочий от станка или по крайней мере ручного труда. А какой тут в ЦК ручной труд?» Чтобы позабавиться, я говорю: «Стойте. Есть в ЦК один рабочий ручного труда». — «Не может быть, — говорят мои собеседники, — Это ты выдумываешь». — «Уверяю вас, что есть». — «Кто же эта синяя птица?»
Я им объясняю, что когда я работал у Молотова секретарём «Известий ЦК», худосочного журнала, о котором я говорил выше, то этот журнал приходил в напечатанном виде из типографии в экспедицию ЦК и оттуда рассылался по партийным организациям. В экспедиции был один рабочий, который все эти тюки паковал, таскал и рассылал. Маленький, лысый и, кажется, не дурак, фамилия — Поскрёбышев. При общем смехе решено его вызвать. Поскрёбышев приходит, ничего не понимая: почему и зачем он может быть нужен секретариату Сталина. Разговариваем с ним. Парень не дурак и уж будет послушен до крайности. Чуть ли не из озорства решаем его выдвинуть в секретари ячейки ЦК (раз это идёт из секретариата Сталина, это проходит мгновенно). Поскрёбышев оказывается секретарём ячейки чрезвычайно послушным и даже слишком часто бегает к Каннеру за директивами.
Но озорство сталинских секретарей играет ещё один раз решающую роль в карьере Поскрёбышева. В 1926 году Станислав Коссиор становится четвёртым секретарём ЦК (в это время число секретарей увеличивается до пяти). Обычно перемещённый вельможа тянет за собой длинный хвост людей, — которым он доверяет, «своих ребят». Коссиор хочет показать, что он никакой своей группы не имеет и создавать не хочет, и когда его спрашивают, кого он хочет иметь своим помощником, скромно отвечает, что у него никакой кандидатуры нет и он предпочтёт, чтобы ему кого-либо указал секретариат Сталина; Коссиор — маленький и лысый, Поскрёбышев — маленький и лысый; они представляют довольно комичную пару. Именно поэтому Каннер, давясь от смеха, предлагает в помощники Коссиору секретаря ячейки Поскрёбышева. Что и делается.
Так создавалась карьера будущего секретаря Сталина. Из секретариата Коссиора он перейдёт в 1928 году в помощники Товстухи, после смерти Товстухи в 1935 году займёт его место — помощником Сталина и заведующим Особым сектором, и восемнадцать лет будет верным денщиком Сталина, перед которым будут дрожать министры и члены Политбюро. Правда, он будет иметь неосторожность жениться на родной сестре жены Седова (сына Троцкого). Но когда его жена будет в 1937 году арестована по приказу подозрительного Сталина, он и глазом не моргнёт и будет продолжать неотлучно пребывать при Сталине до 1953 года. Только за несколько месяцев до смерти Сталина он будет устранён и в трепете будет ждать своего расстрела. Но ареста и расстрела не произойдёт.

## Книги
- Директивы ВКП(б) по хозяйственным вопросам / сост. М. Савельев, А. Поскрёбышев. — [2-е изд., перераб. и доп.]. — М.: Соцэкниг, 1931. — 878 стр.
- Великая сила Сталинских идей (о тринадцатом томе сочинений И. В. Сталина) / А. Поскрёбышев, П. Поспелов. — М. Госполитиздат. 1951. — 63 стр.
- УЧИТЕЛЬ И ДРУГ ЧЕЛОВЕЧЕСТВА. ПРАВДА. 21 декабря 1939. № 351 / А. Поскрёбышев, Б. Двинский

## Награды
- четыре ордена Ленина (14.03.1939, 1944, 06.11.1945, 06.08.1951)
- Медаль «За Победу над Германией в Великой Отечественной войне 1941-1945 гг.»[1]
- Медаль «За доблестный труд в Великой Отечественной войне 1941-1945 гг.»[1]

## Отношения со Сталиным
Отношение Сталина к своим соратникам, по мнению Эриха Фромма, высказанному в «Анатомии человеческой деструктивности», было откровенно садистским.
Александр Поскрёбышев был одной из излюбленных жертв Сталина. Однажды под Новый год Сталин решил поразвлечься таким образом: сидя за столом, он стал сворачивать бумажки в маленькие трубочки и надевать их на пальцы Поскрёбышева. Потом он зажёг эти трубочки вместо новогодних свечей. Поскрёбышев извивался и корчился от боли, но не смел сбросить эти колпачки.
По заявлению дочери Сталина, Светланы, Поскрёбышев сам был вынужден представить на подпись Сталину ордер на арест своей жены. При этом он попытался встать на её защиту. «Так как органы НКВД считают необходимым арест Вашей жены, — сказал Сталин, — так и должно быть». И он подписал ордер. Увидев выражение лица Поскрёбышева, Сталин засмеялся: «В чём дело? Тебе нужна баба? Мы тебе найдём». И, действительно, вскоре в квартире Поскрёбышева появилась молодая женщина, которая сказала, что ей предписано вести его хозяйство».

## Личная жизнь
С 1919 по 1929 год женат на польской революционерке Ядвиге Ипполитовне Станкевич, которая после продолжительной болезни (туберкулёз) умерла в 1937 году (похоронена на Новодевичьем кладбище). Через некоторое время после смерти первой жены женился на Брониславе Соломоновне Металликовой. В этом браке родились две дочери — Галина (1932—2005; родилась от брака Металликовой с адвокатом И. Ицковым, очевидно, была удочерена Поскребышевым) и Наталья (1938—2006).
В марте 1939 года Бронислава Поскрёбышева была репрессирована по обвинению в связях с Троцким и контрреволюционной деятельности. Существует предположение, что основной причиной ареста было желание Берии скомпрометировать Поскрёбышева и заменить его на человека своего окружения. Арест в 1952 году Николая Власика, начальника личной охраны Сталина, и «выбивание» из него компрометирующих показаний на Поскрёбышева были произведены по приказу министра госбезопасности С. Д. Игнатьева. Предположение о причастности к этим акциям Берии не могут считаться обоснованными, поскольку с 29 декабря 1945 года Берия не был связан ни с МВД, ни с МГБ, а руководил работой Специального Комитета при ГКО/СНК/СМ СССР в ранге Заместителя Председателя Совета Народных комиссаров/Совета министров СССР.
Несмотря на попытку Поскрёбышева добиться освобождения и реабилитации своей жены, она была расстреляна при приближении немецкой армии к Москве 13 октября 1941 года. В 1957 году была реабилитирована (перезахоронена на Новодевичьем кладбище).
В 1941 году (дата не точна) Поскрёбышев женился в третий раз на Екатерине Григорьевне (1916—2013, девичья фамилия — Зимина). От этого брака у него в 1942 году родилась третья дочь, Елена (1942—2017). 
Внучки и внуки
по линии Галины Александровны (врач):
-Екатерина Юрьевна, врач
-Мария Юрьевна, врач
по линии Натальи Александровны (историк искусства, разведена в 1968 г):
-Александр Анатольевич, IT специалист
-Григорий Анатольевич, к.х.н., химик (H-index 17 Scopus/WoS)
по линии Елены Александровны (врач, разведена в 1978) 
-Александра Сергеевна, врач (1968—2017).

## Увлечения
В свободное время одним из самых любимых занятий Поскрёбышева была ловля рыбы, которой он занимался совместно с Александром Бакулевым, Иваном Папаниным и Андреем Хрулёвым. В числе других увлечений — теннис, городки и бильярд, а также чтение художественной литературы (А. Жид, Р. Роллан, В. Каверин и другие). Существуют свидетельства о его интересе к театру, а также о том, что именно благодаря интересу Поскрёбышева к искусству некоторые писатели, художники и театральные работники избежали ареста и репрессий. В его доме бывали Сергей Лемешев, Иван Москвин, Иван Козловский.

## Киновоплощения
Образ Поскрёбышева неоднократно воссоздавали актёры советского и российского кинематографа.
- Сергей Блинников в фильме Владимира Петрова «Сталинградская битва»
- Игорь Кашинцев в фильмах Юрия Озерова «Битва за Москву» (1985), «Освобождение» (1968-1972)
- Павел Винник в фильме Евгения Матвеева «Победа» (1984)
- Владимир Чуприков в фильме Максима Иванникова «Покер-45: Сталин, Черчилль, Рузвельт» (2010).
- Николай Лещуков в сериалах «Московская сага» (2004), «Второе восстание Спартака» (2012), «Чкалов» (2012), «Сын отца народов» (2013), «Орлова и Александров» (2015).
- Сергей Гамов «Зоя» (2020)
- Денис Кутузов «Адмирал Кузнецов» (2024)

## Комментарии
1. ↑  Ныне — в составе городского округа «город Слободской», Кировская область[4].